# Julie Myerson
Julie Myerson, ursprungligen Julie Susan Pike, född 2 juni 1960 i Nottingham, är en engelsk författare och kritiker. Hon har skrivit såväl skönlitteratur som facklitteratur, men är mest känd för att under två år ha skrivit en uppmärksammad anonym krönika i The Guardian under rubriken Living with Teenagers baserat på sin egen familj. Hon förekommer också som återkommande gäst i konstprogrammet Newsnight Review.

## Biografi

### Tidiga år
Myersons morföräldrar var en ungersk flykting och en religiös fanatiker, medan hennes farfar ägde en fabrik för kvinnounderkläder. Hon var den äldsta av tre döttrar. Hennes föräldrar tillhörde lägre medelklass, men hade ändå ganska gott om pengar. Under uppväxten tittade hon ibland på skräckfilmer, en passion som hon delade med sin far. Modern har Myerson beskrivit som blyg. Under barndomen var även Myerson enligt sig själv blyg, men hon brevväxlade med Daphne du Maurier, som också gjorde hennes dröm om att bli författare mer realistisk.
Föräldrarna skilde sig som ovänner när Myerson var 12 år gammal. Fadern försköt sin dotter strax därefter. Hennes mor blev tillsammans med en annan man, som Myerson betraktade som en "underbar man" som senare lämnade modern för en annan kvinna och slutade att höra av sig. Hennes biologiska far begick självmord strax innan Myerson fick sitt andra barn, men Myerson menar att hon redan hade formats i sitt skrivande och att det inte påverkade hennes texter. Hon har skrivit om det hela i sin debutbok, Sleepwalking.

### Utbildning och yrkesliv
Myerson studerade engelska vid Universitetet i Bristol. Därefter gick hon en kurs som sekreterare och började arbeta för National Theatre. Där träffade hon sin blivande make, regissören Jonathan Myerson, som hon snart fick tre barn med.
Hon har skrivit familjekrönikor för The Independent och om hus och heminredning för Financial Times. Myerson var återkommande kritiker i det brittiska konstprogrammet Newsnight Review, som sändes på BBC Two.

### Living with Teenagers
2007 började Myerson att publicera en återkommande anonym krönika i The Guardian; enbart två personer på tidningen visste att det var Myerson som låg bakom den. Krönikan, som handlade om en mor till tre tonårsbarn, fick snabbt många läsare. Krönikan blev senare en bok. Bland annat beskrev krönikorna hur hennes tonårige son blivit beroende av cannabis-varianten skunk. Myerson förnekade att hon stod bakom krönikan inför sina barn. Efter att hennes bok The Lost Child kommit ut 2009 ökade emellertid ryktena. Hennes tonårige son blev därför retad i skolan. När det stod klart att Myerson inte hade annat val erkände hon att det var hon som stod bakom krönikorna, varpå The Guardian tog bort dem från sin webbplats för att skydda barnens privatliv. Såväl krönikorna och boken The Lost Child gjorde att Myerson fick kritik för att vara en dålig mor. Andra menade dock att Myerson gjorde rätt genom att tvinga sonen att konfrontera sitt beroende.

### Tiden efter krisen
De första fyra åren efter avslöjandet genomgick Myerson en kris, och hon slutade att göra direktsänd radio, men hon lyckades ändå skriva boken Then (2011), som handlar om en mors skuld efter att ha dödat sitt barn.

## Författarskap
Myersons romaner är vanligtvis ganska mörka med en dragning åt det övernaturliga. Hennes första bok, Sleepwalking, skrevs under fyra månader och publicerades 1994. Den kretsar kring en kvinna vars far begår självmord medan kvinnan är gravid, vilket leder till att hon inleder ett förhållande. Boken nominerades till John Llewellyn Rhys-priset.
I hennes andra bok, The Touch som kom 1996, försöker en grupp ungdomar hjälpa en luffare som predikar fundamental kristendom och som vänder sig emot dem. Me and the Fat Man släpptes 1999, i boken blir huvudpersonen, servitrisen Amy, prostituerad. En av hennes kunder visar sig ha en gemensam bakgrund med henne, men någon ljuger och döljer brott som begåtts. Laura Blundy kom 2001 och utspelar sig under den viktorianska eran. Den är Myersons egen favoritbok. Something Might Happen publicerades 2003 och handlar om ett mord i en kuststad i Suffolk. Romanen nominerades till Bookerpriset.
Hon har också skrivit boken Home, som handlar om alla familjer som tidigare bott på samma adress som hennes familj, den kom 2004.
Helen Dunmore, Jeanette Wintersons och Myerson accepterade på förfrågan en utmaning från Hammer Films, att skriva varsin psykologisk skräckberättelse. Myeson var sist ut och resultatet blev The Quickening som publicerades 2013.
The Stopped Heart släpptes 2016 och utspelar sig på två tidsplan med 100 års mellanrum, efter att två föräldrar förlorar sina barn.

## Priser och utmärkelser
- 1994 Mail on Sunday/John Llewellyn Rhys Prize (finalist) för Sleepwalking
- 2005 International IMPAC Dublin Literary Award (finalist) för Something Might Happen
- 2005 WH Smith Literary Award (finalist) för Something Might Happen
- 2017 The New Angle Prize (finalist) för Stopped heart[21]

### Romaner
- Sleepwalking, Picador, 1994, ISBN 9780330336116
  - Översatt till nederländska av Babet Mossel: Schemerwereld, Anthos, 1994, ISBN 9789060749715
  - Översatt till tyska av Irene Aeberli: Mondflimmern, München Goldmann, 1995, ISBN 9783442428137
  - Översatt till danska av Poul Bratbjerg Hansen: Søvngængere, Gyldendal, 1995, ISBN 9788700208322
  - Översatt till norska av Kjell Olaf Jensen:Søvngjengere, Aventura cop, 1996, ISBN 9788258811364
  - Översatt till japanska av Watanabe Sachie: スリープウォーキング / Surīpūōkingu, 河出書房新社, ISBN 9784309202754
- The Touch, Doubleday, 1996, ISBN 9780385475075
  - Översatt till nederländska av Irma van Dam: De aanraking, Anthos, 1996, ISBN 9789041401564
  - Översatt till tyska av Sabine Schwalbe och Lilian Greeven: Die Berührung, München Goldmann, 1999, ISBN 9783442437344
  - Översatt till hebreiska av Idit Paz: ha-Magaʻ, Or Yehudah : Hed artsi, 760, 2000
- Me and the Fat Man 4th Estate, Limited, 1998, ISBN 9781857028225
  - Översatt till svenska av Rebecca Alsberg: Den fete och jag, Tivoli, 1999, ISBN 91-89293-01-0
  - Äversatt till danska av Annelise Ebbe: Mig og den tykke mand, Erlandsen Media Publishing, 1999, ISBN 9788790357498
  - Översatt till tyska av Sabine Schwabe: Ich und der Dicke, München Goldmann, 1999, ISBN 9783442442850
  - Översatt till nederländska av C.M.L. Kisling: Ik en de dikke man, Archipel cop, 2005, ISBN 9789063051457
- Laura Blundy, Fourth Estate, 2000, ISBN 1-84115-320-6
  - Översatt till tyska av Sabine Maier-Längsfeld: Die Frau mit den Lilienknochen, München Zürich Piper, 2003, ISBN 9783492239059
- Something Might Happen Jonathan Cape, 2003, ISBN 0-224-06392-8
  - Översatt till tyska: Etwas könnte geschehen, Berlin Verlag Taschenbuch, 2004, ISBN 9783833301049
  - Översatt till nederländska av Hankie Bauer: Hier gebeurt nooit wat, Muntinga Pockets, 2005, ISBN 9789041760890
  - Översatt till italienska av Angela Tranfo: Può sempre succedere, Einaudi, 2005, ISBN 9788806176679
  - Översatt till polska av Violetta Dobosz: Coś się stanie, Wydawnictwo Crime & Thriller, 2007, ISBN 8374700904
- The Story of You, Jonathan Cape, 2006, ISBN 9780224078016
  - Översatt till nederländska av Nelly Bakhuizen: Jouw verhaal, Archipel, cop. 2006, ISBN 9789063052249
  - Översatt till italienska av Giovanna Granato: Storia di te, Einaudi, 2007, ISBN 9788806187095
- Out of Breath, Jonathan Cape, 2008, ISBN 9780224081764
  - Översatt till tyska av Gaby Wurster: Wie außer Atem, Bloomsbury, 2008, ISBN 9783827007919
- Then, Vintage, 2011, ISBN 978-0-09-955472-1
- The Quickening, Hammer, 2013, ISBN 9780099580232[22]
- The Stopped Heart, Jonathan Cape, 2016, ISBN 9780224102506[15]

### Facklitteratur
- Home, The Story of Everyone Who Lived In Our House, Flamingo, 2004, ISBN 9780007148226[18]
- Not A Games Person, Yellow Jersey Press, 2005, ISBN 9780224073998
- Living with Teenagers: One Hell of a Bumpy Ride, Headline Publishing Group, 2009, ISBN 9780755317554
- The Lost Child, Bloomsbury, 2009, ISBN 978-0-7475-9190-0

## Originalcitat
1. ↑  Her new stepfather, ‘a wonderful man who brought me up’, left later for another woman and failed to keep in touch.[4]